# سی بی دالاوی
سی بی دالاوی (انگلیسی: C. B. Dollaway؛ زادهٔ ۱۰ اوت ۱۹۸۳) ورزشکار هنرهای رزمی ترکیبی و کشتی‌گیر اهل ایالات متحده آمریکا است. وی از سال ۲۰۰۶ میلادی تاکنون مشغول فعالیت بوده‌است.